# Francisco Ayerza
Francisco Ayerza (1860 - Buenos Aires, Argentina - 1901) fue un artista fotográfico miembro fundador de la Sociedad Fotográfica Argentina. Formó un movimiento artístico en Latinoamérica. 

## Biografía
A fines del siglo XIX el Doctor Francisco Ayerza, cultivó como amateur el todavía novedoso arte fotográfico. Fue uno de los organizadores de la Sociedad Fotográfica Argentina de Aficionados, la primera entidad del género creada en ese país.
Hijo del médico español Toribio Ayerza, estudió jurisprudencia sin que esto le impidiese participar en la política, ya que no solo intervino en la Revolución del 90, sino que también ocupó, aunque por breve tiempo, una banca en la Cámara de Diputados en 1894.
Se casó con Josefina Jacobé Iraola, con la cual tuvo ocho hijos.

## Fundación de la Sociedad Fotográfica Argentina de Aficionados
Fue en la casa de Francisco Ayerza (calle Piedad 1266) donde se reunió un grupo de caballeros "con el objeto de formar una sociedad de aficionados a la fotografía", que en definitiva constituyó la Sociedad Fotográfica Argentina de Aficionados (1889). Participaron de la primera sesión: Leonardo Pereyra, que fue elegido presidente; Germán Kühr, Francisco Ayerza (secretario), José María Gutiérrez, Roberto Wernicke, Ricardo N.Murray, Fritz Büsch, Juan Quevedo, Isidro Calderón de la Barca Piñeyro, Daniel MacKinglay, Leonardo Pereyra Iraola, Fernando Steinius y Fernando Denis.
Poco después, la entidad comenzó sus actividades en un local propio en la calle Florida 365 que se incendió en 1893, por lo que la Sociedad fue trasladada a la Avenida de Mayo y Perú, de donde pasó a los altos del Tortoni. Más tarde, al grupo fundador se incorporaron otros aficionados, entre los que se encontraban algunas personalidades conocidas, como el impresor Jacobo Peuser, el escultor Hernán Cullen Ayerza, los dos Herrera Vegas, los naturalistas Eduardo Ladislao Holmberg y Clemente Onelli, el crítico José María Lozano Mouján, el coleccionista Alfredo González Garaño, Federico Leloir, Juan A. Montes-Ziegler y muchos otros más entre los que se incluían algunas mujeres, como Victoria Agui y Gisele Shaw.
La entidad realizó exposiciones de los trabajos de sus miembros y publicó un boletín informativo. También se hicieron álbumes fotográficos, en los que los autores plasmaban sus inquietudes y búsquedas, eludiendo el trillado tema del retrato.
Los notables adelantos técnicos de la reproducción mecánica de la imagen del siglo XIX en Europa y Estados Unidos llegaron también a Argentina. Desde 1843, en que John Elliot aparece en Buenos Aires con el daguerrotipo, se suceden, según informaron los periódicos locales, diversas variantes del procedimiento primitivo, como el ambrotipo y el melanotipo o ferrotipo, que eran siempre originales únicos.
Como el retrato fue, en principio, el motivo casi exclusivo de los daguerrotipistas, los pintores que también explotaban ese tema vieron en el nuevo invento un serio competidor, y así lo declaró Carlos Enrique Pellegrini a su amigo Amadeo Gras, ambos pintores, y aunque el primero utilizó la daguerrotipia esporádicamente, fue el segundo quien lo hizo profesionalmente, sin abandonar el retrato pictórico.
Otros contemporáneos emplearon ambas técnicas: Alfonso Fermepin, Auguste Albin Favier, Federico Artigue, Antonia Brunet de Annat, Carlos Descalzo etc. Algunos terminaron por abandonar definitivamente los pinceles estableciéndose como fotógrafos. Avanzado el siglo XX y triunfante la foto sobre papel, ciertos profesionales organizaron álbumes con vistas urbanas y rurales así como figuras de indios y gauchos, inspirados en trabajos similares realizados por litógrafos y pintores como Bacle, Ibarra, Pellegrini, Palliére, y otros. 
El italiano Benito Panunzi fue el autor de uno de los álbumes más interesantes hechos por entonces. Algunos estaban dedicados a un solo tema, como el "Album del Sr.Gonnet", que la casa de fotografía 25 de Mayo editó con el nombre de "Recuerdos de Buenos Aires", que contenía vistas de la ciudad, entre las que se contaba una de la estatua del General San Martín (1864).
Un aspecto de la realidad inmediata que sedujo a Francisco Ayerza y a sus amigos por su aspecto pintoresco fue la Pampa, cuya geografía comenzaba a ser alterada por el maquinismo y la inmigración, como documentan algunas estampas. De ese interés por el campo argentino y sus costumbres nació la idea de ilustrar fotográficamente el Martín Fierro y, si bien hicieron numerosas tomas, no se pudo terminar, a pesar del empeño que pusieron los autores en tan fatigosa tarea, y aunque el campo seleccionado para fotografiar fuese la Estancia San Juan de Pereyra, muy cerca de Buenos Aires.

## Donación de material fotográfico
En 1967, la Academia Nacional de Bellas Artes incorporó a su patrimonio una interesante colección de fotografías que habían pertenecido al Doctor Francisco Ayerza, conservadas por sus descendientes, quienes la ofrecieron a la institución que ahora la facilita para exposiciones.
No todas las fotografías entregadas a la Academia fueron hechas por Ayerza. En los trabajos de los miembros de la Sociedad de Aficionados no hay indicación del autor. Por otra parte, en alguna toma hay referencia al año. Por ejemplo, en una vista del sepulcro Ayerza, en la Recoleta, se ve una escultura del italiano Sansebastiano, fechada en 1909.